# Eriogonum apricum
Eriogonum apricum är en slideväxtart som beskrevs av John Thomas Howell. Eriogonum apricum ingår i släktet Eriogonum och familjen slideväxter. Utöver nominatformen finns också underarten E. a. prostratum.